# Saks
Saks önkormányzat nélküli statisztikai település az USA Alabama államában, Calhoun megyében. Lakosainak száma 9956 fő (2020. április 1.).

## Népesség
A település népességének változása:
| Lakosok száma | 6609 | 10 744 | 9956 |
|               | 1970 | 2010   | 2020 |